# 柏賢妃
柏賢妃（？—1527年），名失考，中國古代明朝皇族女性，明憲宗朱见深的賢妃，是憲宗次子悼恭太子朱祐极之母。
生年没有记载，据其妹生年推算，当在天顺己卯年（1459年）之前。天顺八年（1464年）七月，柏氏入宫。何时成为明宪宗的嫔御，已无法考证。成化二年（1466年），柏氏被册为贤妃，成化五年四月（1469年5月）柏賢妃生朱祐极，成化七年（1471年）十一月立朱祐极为皇太子，成化八年（1472年）正月朱祐极夭折，据说是被万贵妃毒杀。其子墓志称她为贵妃，但其妹柏氏墓志仍她为贤妃。
嘉靖六年（1527年），柏贤妃逝世，享寿八十岁左右，諡號端顺。《太常續考》称柏贤妃与其他十二位妃俱葬金山口，共一墓。1963年，考古发掘镶红旗营妃嫔墓，七位明宪宗妃均是独立墓葬，业已被盗，棺椁破碎，尸骨失散。仅知其中有王顺妃三人，其余身份不详:431。未知，柏贤妃是否在其中。
妹太淑人柏氏嫁袁彬子袁熹。